# Bedtime Stories (How I Met Your Mother)
Bedtime Stories (o traducido como "Historias para dormir") es el undécimo episodio de la novena temporada de la serie de televisión de CBS How I Met Your Mother y el episodio número 195 en total.

## Reparto
| - Josh Radnor como Ted Mosby. - Jason Segel como Marshall Eriksen. - Cobie Smulders como Robin Scherbatsky. - Neil Patrick Harris como Barney Stinson. - Alyson Hannigan como Lily Aldrin. - Cristin Milioti como La Madre (ausente) - Bob Saget como Futuro Ted Mosby (voz, no acreditado) | - James Van Der Beek - Simon Tremblay - Lin-Manuel Miranda - Gus - Camille Guaty - Lisa |

## Trama
El sábado a las 5 p. m., 25 horas antes de la boda, Marshall y su hijo están tomando el bus en el tramo final de su viaje a Farhampton. En un esfuerzo por hacer que Marvin se duerma, Marshall utiliza constantemente rimas (el episodio entero está redactado en rimas) y comienza a contar historias de sus amigos.

### «Mosby At The Bat»
La primera historia refiere a Ted mientras todavía era un profesor. Lisa, una joven profesora de física, se presenta a Ted y le pide a cenar para aprender más sobre sus inspiradoras conferencias. Ted está entusiasmado al principio, pero luego se pregunta si Lisa va a ver la cena como una cita o simplemente como una reunión entre compañeros de trabajo. A lo largo de la cena, Ted recibe señales contradictorias sobre si es o no una cita, y Lisa revela finalmente que una vez salió con un jugador de los Yankees de Nueva York. Ted está tan intrigado que insta a que diga quién; ella le revela que fue Derek Jeter, pero cuando Lisa le muestra una foto, Ted está molesto al descubrir que es en realidad Barney.

### «Robin Takes The Cake»
La siguiente historia comienza con Robin habiendo roto recientemente con uno de sus exnovios (Marshall es incapaz de recordar quién) y comiendo dulces sin reparo en una panadería. Ella luego se encuentra con Simon y se sorprende al ver que está más bien afeitado y se ve más profesional que antes, pero rápidamente queda abatida cuando él revela que está comprometido a casarse. En ira, Robin roba el pastel de boda de Simon y comienza a comerlo en el apartamento de Ted, para el regaño y desconcierto de Ted. Cuando Robin ha terminado casi la mitad del pastel, Lily llega, y Robin siente remordimiento por sus acciones y decide detenerse. Sin embargo, Lily convence a Robin a ser fuerte y terminar el pastel. Su lucha para terminar pronto atrae a otros al apartamento para animarla, incluyendo a Barney quien trae un barril de cerveza. Ella finalmente termina, y procede a hacer un stand en el barril (Marshall agrega que luego tuvieron que realizarle un lavado de estómago).

### «Barney Stinson, Player King of New York City»
La historia final tiene al grupo en McLaren's, donde Barney tiene su mira puesta en una chica que acaba de entrar al bar. Lily dice que la chica está fuera de alcance de Barney, pero Barney dice que ninguna chica no es digna ya que él es el «rey jugador de Nueva York». Barney relata una historia de cómo él fue llamado ante el Alto Consejo de Jugadores, un grupo de artistas del ligue de diferentes estratos sociales con un distrito específico de la ciudad de Nueva York en el cual pueden seducir a las mujeres (los miembros son todos interpretados por Neil Patrick Harris), con Barney siendo otorgado Manhattan al oeste de la Quinta Avenida. Debido a que Lisa vive en Calle 22 y Barney se había hecho pasar por un New York Yankee para acostarse con ella, Barney debe ofrecer a Lily y Robin a los miembros del consejo Smoking Charlie y Bronx Donnie respectivamente como recompensa por usar los métodos de Donnie en el territorio de Manhattan de Charlie al este de la Quinta Avenida. Barney está de acuerdo, y luego ofrece un brindis de champán a todos. Todos beben excepto Barney, quien revela que había envenenado la bebida y ríe mientras los otro miembros mueren. En el presente, los demás sarcásticamente aplauden la historia de Barney, pero revelan que Ted se está besando con la chica para castigar a Barney por dormir con Lisa, dejando a Barney molesto y celoso.
Marshall casi consigue que Marvin se duerma cuando el autobús sufre un pinchazo, y Marshall y los otros pasajeros bajan afuera para ver una exhibición de fuegos artificiales. Marshall le dice a Marvin que pronto estará con su madre, pero teme las consecuencias inminentes que enfrentará de Lily sobre su judicatura. Marshall espera que Marvin sea demasiado joven para recordar los acontecimientos del día, pero Futuro Ted remarca que los fuegos artificiales serían el primer recuerdo que Marvin recordaría. Gus, otro pasajero en el autobús, informa a Marshall que el Farhampton Inn está a solo cinco kilómetros de distancia, y Marshall decide caminar por ahí, una decisión que Futuro Ted explica que Marshall lamentaría más adelante.

## Blog de Barney
Barney narra la historia de cómo ingresó al Alto Consejo de Jugadores de Nueva York.